# Левженское сельское поселение
Левженское се́льское поселе́ние — муниципальное образование в Рузаевском районе Мордовии Российской Федерации.
Административный центр — село Левжа.

## История
Статус и границы сельского поселения установлены Законом Республики Мордовия от 7 февраля 2005 года № 14-З «Об установлении границ муниципальных образований Рузаевского муниципального района, Рузаевского муниципального района и наделении их статусом сельского поселения, городского поселения и муниципального района».

## Население
| 2002  | 2010  | 2012  | 2013  | 2014  | 2015  | 2016  |
| ----- | ----- | ----- | ----- | ----- | ----- | ----- |
| 1005  | ↗1036 | ↘1026 | →1026 | ↗1037 | ↘1028 | ↘1019 |
| 2017  | 2018  | 2019  | 2020  | 2021  |       |       |
| ↘1001 | ↘982  | ↘978  | ↘957  | ↗958  |       |       |

## Состав сельского поселения
| № | Населённый пункт | Тип населённого пункта       | Население |
| - | ---------------- | ---------------------------- | --------- |
| 1 | Левжа            | село, административный центр | ↗958      |